# 超人女子
『超人女子』（ちょうじんじょし）は、テレビ朝日で2017年10月6日から2018年9月21日まで『ネオバラ2』木曜版にて放送されていたスポーツバラエティ番組。
2018年10月5日から2019年1月10日まで放送されていた後継番組『超人女子とズケ女』（ちょうじんじょしとズケじょ）についても本記事で扱う。

## 概要
日々己の肉体と向き合い極限まで鍛え上げた各界の女性たちが一堂に会し、スピード・パワー・バランス・スタミナ・柔軟性などが求められる様々な競技に挑戦し、「超人◯◯女子No.1」の座をかけて熱き戦いを繰り広げる番組。
2018年9月14日からは、「超人」的な経験をした1人の「超人女子」を2人のゲストMCが「ズケズケ」と聞くという内容のトーク番組となり、同年10月5日からは番組名が「超人女子とズケ女」に改題された。同年12月7日と2019年1月10日には、特別編『東京23区 ハマる女たち』が23:15 - 翌0:15の枠で放送された。

## 出演者
- 飯島寛騎 - ナビゲーター
- 大西洋平（テレビ朝日 アナウンサー） - 実況・ナレーション
- 飯尾和樹（ずん） - 番組末期に「解説者」として登場

## スタッフ
|                            | 超人女子                                                         | 超人女子とズケ女                                                 |
| -------------------------- | ---------------------------------------------------------------- | ---------------------------------------------------------------- |
| ナレーション               | 山崎ケイ（相席スタート）                                         | 松永玲子                                                         |
| 構成                       | 樋口卓治、井手啓太郎                                             | 晨原大輔、大塚泰博                                               |
| カメラ                     | 齋籐和彦                                                         | 松永拓也                                                         |
| 音声                       | 永井涼                                                           | 永井涼                                                           |
| 音声                       | 中島知文                                                         |                                                                  |
| 照明                       | 米山仁                                                           | 米山仁                                                           |
| CG                         | 大隅商会                                                         | 大隅商会                                                         |
| 美術進行                   | 遠藤ゆか                                                         | 遠藤ゆか                                                         |
| 美術                       | 勝藤俊則、芳賀基広                                               | 勝藤俊則、芳賀基広                                               |
| 美術                       | 尾崎大樹                                                         | 小美野淳一、中村広二郎                                           |
| 編集                       | 梓沢修二、國澤克友                                               | 寺岡慎也                                                         |
| MA                         | 相田広一                                                         | 相田広一                                                         |
| MA                         | 山本英樹                                                         | 岩下順                                                           |
| 音効                       | 十川公男                                                         | 十川公男                                                         |
| TK                         | 満松美弥子                                                       | 満松美弥子                                                       |
| イラスト                   |                                                                  | シーピー・プロッサム                                             |
| 撮影協力                   | メジャー・トレーナーズ、ELE TOKYO                                | メジャー・トレーナーズ、ELE TOKYO                                |
| 技術協力                   | 東通                                                             | 東通                                                             |
| 制作協力                   | DEX                                                              | DEX                                                              |
| 編成                       | 小鴨翔（テレビ朝日）                                             | 沼田真明                                                         |
| 宣伝                       | 渡辺章太郎（テレビ朝日）                                         | 渡辺章太郎（テレビ朝日）                                         |
| 制作スタッフ               | 三浦晃平、宮崎一輝                                               | 三浦晃平、宮崎一輝                                               |
| 制作スタッフ               | 寺島知花                                                         |                                                                  |
| アシスタントプロデューサー | 眞木良典                                                         | 眞木良典                                                         |
| ディレクター               | 唐澤哲也                                                         | 唐澤哲也                                                         |
| ディレクター               | 井本武雄、石塚達也 中澤孝雄、永良進也                            | 渡辺賢                                                           |
| チーフディレクター         | 小掛義之                                                         | 小掛義之                                                         |
| プロデューサー             | 古瀬麻衣子（テレビ朝日）、伊藤滋之（Ties Brick） 北村真紀（DEX） | 古瀬麻衣子（テレビ朝日）、伊藤滋之（Ties Brick） 北村真紀（DEX） |
| ゼネラルプロデューサー     | 本部純（テレビ朝日）                                             | 本部純（テレビ朝日）                                             |
| 制作                       | テレビ朝日、Ties Brick                                           | テレビ朝日、Ties Brick                                           |

## 放送リスト
| 放送回 | 放送日         | 内容                                                                  | 出演者（太字は勝者） | 備考                                    |
| ------ | -------------- | --------------------------------------------------------------------- | --- | --------------------------------------- |
| 第1回  | 2017年 10月6日 | 超人 ハムストリング 女子                                              | 東あずさ（ブラジリアン柔術、モデル）、杉山しずか、田上舞子（トレーナー）、宮河マヤ 田村友絵（アルティメット）、津吹アイリ（陸上）、野呂美咲季（水球）、畠山愛理、水野亜彩子 | 1:30より放送                            |
| 第2回  | 10月13日       | 超人 広背筋 女子                                                      | AYA（クロスフィットトレーナー）、坂井絢香（ポールダンス） 杉山しずか、田上舞子、津吹アイリ、野呂美咲季 | 1:41より放送                            |
| 第3回  | 10月20日       | 超人 軟体 女子                                                        | 東あずさ、坂井絢香、杉山しずか、田上舞子、田村友絵 津吹アイリ、野呂美咲季、畠山愛理、水野亜彩子、宮河マヤ | 1:45より放送                            |
| 第4回  | 11月3日        | 超人 上腕二頭筋 女子                                                  | 東あずさ、坂井絢香、杉山しずか、田上舞子、田村友絵 津吹アイリ、野呂美咲季、宮河マヤ |                                         |
| 第5回  | 11月10日       | 超人 大腿四頭筋 女子                                                  | 青木蘭（ラグビー）、東あずさ、飯端美樹、稲村亜美、杉山しずか、瀬間友里加、田上舞子、田村友絵 津吹アイリ、宮河マヤ、山口絵里加（フィットネストレーナー） |                                         |
| 第6回  | 11月17日       | 超人 ハムストリング 女子                                              | 東あずさ、飯端美樹、稲村亜美、杉山しずか、田上舞子 田村友絵、津吹アイリ、宮河マヤ |                                         |
| 第7回  | 11月24日       | 超人 上腕二頭筋 女子                                                  | 東あずさ、飯端美樹、杉山しずか、田上舞子、田村友絵 津吹アイリ、宮河マヤ、山口絵里加 |                                         |
| 第8回  | 12月8日        | 超人 腹筋 女子                                                        | 東あずさ、飯端美樹、坂井絢香、渋谷美穂（自称腹筋女子） 杉山しずか、津吹アイリ、福島和可菜、宮河マヤ | 1:45より放送                            |
| 第9回  | 12月15日       | 超人 下腿三頭筋 女子                                                  | 東あずさ、飯端美樹、坂井絢香、渋谷美穂、杉山しずか 鈴木実沙紀（ラグビー）、田上舞子、津吹アイリ、福島和可菜 | 1:49より放送                            |
| SP     | 12月30日       | 腹筋 ハムストリング                                                   | - 「超人女子選抜」 東あずさ、坂井絢香、渋谷美穂、杉山しずか、田上舞子 津吹アイリ、宮河マヤ - 「武井最強軍」 加藤優、北爪凛々（エアロビクス）、才木玲佳 坪井保菜美、福島麻里（ボディビル）、福田萌子、西村莉子（陸上七種競技） - その他の出演 武井壮、大石絵理、moana（佐野千晃） - 実況、解説 岡田圭右（ますだおかだ）、大西洋平 | 土曜 0:20 - 1:20に放送 チーム団体戦方式 |
| 第10回 | 2018年 1月12日 | 超人 大胸筋 女子                                                      | 津吹アイリ、東あずさ、鈴木実沙紀、福島和可菜 田上舞子、坂井絢香、飯端美樹、杉山しずか |                                         |
| 第11回 | 1月19日        | 超人 大腿四頭筋 女子                                                  | 坂井絢香、杉山しずか、福田萌子、津吹アイリ、東あずさ 渋谷美穂、宮河マヤ、moana（佐野千晃）田上舞子、加藤優 | 1:41より放送                            |
| 第12回 | 2月2日         | 超人 前腕 女子                                                        | 東あずさ、坂井絢香、紫雷イオ、杉山しずか 田上舞子、津吹アイリ、西村知乃（トライアスロン） 宮河マヤ |                                         |
| 第13回 | 2月9日         | 超人 下腿三頭筋 女子                                                  | 紫雷イオ、津吹アイリ、黒木優子、東あずさ 飯端美樹、田上舞子、杉山しずか、西村知乃、坂井絢香 宮河マヤ |                                         |
| 第14回 | 2月16日        | 超人 ハムストリング 女子 5対5団体戦 超人女子軍団VS 最強トレーナー軍団 | 超人女子軍団 対 最強トレーナー軍団 1. 東あずさ 対 松本有加 2. 東あずさ 対 村山和実 3. 東あずさ 対 田窪紗香 4. 東あずさ 対 SAYO 5. 杉山しずか 対 SAYO 6. 杉山しずか 対 SAYO 7. 田上舞子 対 SAYO | 1:30より放送                            |
| 第15回 | 3月2日         | 超人 腹筋 女子                                                        | | 1:36より放送                            |
| 第16回 | 3月9日         | 超人 上腕二頭筋 女王 4人抜き女王決定戦                                | 女王：杉山しずか 挑戦者：こげなつ、田上舞子、渋谷美穂、才木玲佳 | 1:41より放送                            |
| 第17回 | 3月16日        | 超人 ハムストリング 女子 4人抜き女王決定戦                            | 女王：津吹アイリ 挑戦者：速水舞、佐野夏未、村山和実、SAYO | 1:41より放送                            |
| 第18回 | 3月23日        | 超人 大胸筋 女子                                                      | 坂井絢香、芝岡美津穂、紫雷イオ、津吹アイリ 東あずさ、杉山しずか、田中亜弥、田上舞子 |                                         |
| 第19回 | 4月6日         | 超人 軟体 女子                                                        | 女王：坂井絢香 挑戦者：東あずさ、田上舞子、坪井保菜美、根岸亜里奈、宮河マヤ、須田亜香里（SKE48） |                                         |
| 第20回 | 4月13日        | 超人 下腿三頭筋 女子                                                  | 坂井絢香、東あずさ、津吹アイリ、紫雷イオ、杉山しずか、須田亜香里（SKE48） |                                         |
| 第21回 | 4月20日        | 超人 前腕 女子                                                        | 宮河マヤ、田上舞子、紫雷イオ、東あずさ、津吹アイリ、芝岡美津穂、杉山しずか |                                         |
| 第22回 | 5月4日         | 超人 コントロール 女子                                                | 坪井ミサト、高岡佑衣、津吹アイリ、ヤハラリカ、佐々木希、山田蓮 |                                         |
| 第23回 | 5月11日        | 超人 コントロール 女子                                                | 坪井ミサト、高岡佑衣、津吹アイリ、ヤハラリカ、佐々木希、山田蓮 |                                         |
| 第24回 | 5月18日        | 超人 跳躍 女子                                                        | 坂口佳穂、速水舞、杉山しずか、坪井保菜美、佐野夏未、ヤハラリカ、津吹アイリ |                                         |

| 話数                | 放送日         | 超人女子     | ゲストMC                           | 備考                                 |
| ------------------- | -------------- | ------------ | ---------------------------------- | ------------------------------------ |
| 『超人女子』 第25回 | 2018年 9月14日 | 歩りえこ     | 沢松奈生子、紺野ぶるま             |                                      |
| 『超人女子』 第26回 | 9月21日        | 栗原菜緒     | 高橋真麻、佐藤仁美                 |                                      |
| 第1回               | 10月5日        | 有賀明美     | 大久保佳代子、誠子（尼神インター） |                                      |
| 第2回               | 10月12日       | 喜多あおい   | 清水ミチコ、SHELLY                 |                                      |
| 第3回               | 10月19日       | 喜多あおい   | 清水ミチコ、SHELLY                 |                                      |
| 第4回               | 11月9日        | 西野芙美     | 小島慶子、椿鬼奴                   |                                      |
| 第5回               | 11月16日       | ふくだみゆき | 大久保佳代子、ダレノガレ明美       |                                      |
| 第6回               | 11月23日       | 筒井あさみ   | 山口もえ、若槻千夏                 |                                      |
| 第7回               | 12月7日        | -            | 関根麻里、田中律子                 | 特別編『東京23区ハマる女たち』を放送 |
| 第8回               | 12月14日       | -            | -                                  | 『超人女子傑作選』を放送             |
| 第9回               | 2019年 1月10日 | -            | 田中律子、横澤夏子                 | 特別編『東京23区ハマる女たち』を放送 |

## 放送局・配信元
| 放送対象地域 | 放送局                | 系列局         | 放送曜日・時間               | 放送期間                      | ネット状況 | 備考 |
| ------------ | --------------------- | -------------- | ---------------------------- | ----------------------------- | ---------- | ---- |
| 関東広域圏   | テレビ朝日（EX）      | テレビ朝日系列 | 金曜 1:26 - 1:56（木曜深夜） | 2017年10月6日 - 2019年1月10日 | 制作局     |      |
| 青森県       | 青森朝日放送（ABA）   | テレビ朝日系列 | 水曜 0:50 - 1:20（火曜深夜） | 2018年12月2日 - 2019年3月27日 | [ 注釈 7 ] |      |
| 石川県       | 北陸朝日放送（HAB）   | テレビ朝日系列 | 木曜 2:05 - 2:35（水曜深夜） | 2018年11月8日 - 2019年1月23日 | [ 注釈 8 ] |      |
| 愛媛県       | 愛媛朝日テレビ（eat） | テレビ朝日系列 | 月曜 1:30 - 2:00（日曜深夜） | 2018年12月3日 - 2019年3月     | [ 注釈 9 ] |      |